# Millinocket (condado de Penobscot)
Millinocket es un lugar designado por el censo ubicado en el condado de Penobscot en el estado estadounidense de Maine. En el Censo de 2010 tenía una población de 4.466 habitantes y una densidad poblacional de 305,84 personas por km².

## Geografía
Millinocket se encuentra ubicado en las coordenadas 45°40′00″N 68°41′21″O / 45.66667, -68.68917. Según la Oficina del Censo de los Estados Unidos, Millinocket tiene una superficie total de 14.6 km², de la cual 14.26 km² corresponden a tierra firme y (2.32%) 0.34 km² es agua.

## Demografía
Según el censo de 2010, había 4.466 personas residiendo en Millinocket. La densidad de población era de 305,84 hab./km². De los 4.466 habitantes, Millinocket estaba compuesto por el 97.69% blancos, el 0.2% eran afroamericanos, el 0.67% eran amerindios, el 0.43% eran asiáticos, el 0.09% eran isleños del Pacífico, el 0.09% eran de otras razas y el 0.83% pertenecían a dos o más razas. Del total de la población el 0.49% eran hispanos o latinos de cualquier raza.